# Largo (escalada)
El término largo  describe, en escalada, una longitud de unos 50 a 60 metros, que corresponde aproximadamente a la longitud media de una cuerda de escalada. Sin embargo, esta información puede variar según el tipo de cuerda recomendada / utilizada. Por lo tanto, determina cuánto escalar o descender como máximo desde la última posición alzanzada o reunión, que puede ser de unos 40 m o 50 m (dependiendo de la cuerda de escalada utilizada). 
Entonces, la cantidad de largos en una vía (ruta de varias etapas) se determina por la frecuencia con la que se debe recuperar dicha cuerda. Las longitudes a los que se hace referencia en rutas de escalada reales pueden variar en longitud para vías de varios largos (por ejemplo, cuatro longitudes de cuerda de 35 metros, 45 metros, 50 metros, 30 metros).